# Lucille Lemay
Lucille Lemay, född 20 juli 1950, är en kanadensisk bågskytt. Hon deltog vid olympiska sommarspelen 1976 och olympiska sommarspelen 1984.